# RING1
RING1 (англ. Ring finger protein 1) – білок, який кодується однойменним геном, розташованим у людей на короткому плечі 6-ї хромосоми. Довжина поліпептидного ланцюга білка становить 406 амінокислот, а молекулярна маса — 42 429.
| 10         |  | 20         |  | 30         |  | 40         |  | 50         |
| ---------- |  | ---------- |  | ---------- |  | ---------- |  | ---------- |
| MTTPANAQNA |  | SKTWELSLYE |  | LHRTPQEAIM |  | DGTEIAVSPR |  | SLHSELMCPI |
| CLDMLKNTMT |  | TKECLHRFCS |  | DCIVTALRSG |  | NKECPTCRKK |  | LVSKRSLRPD |
| PNFDALISKI |  | YPSREEYEAH |  | QDRVLIRLSR |  | LHNQQALSSS |  | IEEGLRMQAM |
| HRAQRVRRPI |  | PGSDQTTTMS |  | GGEGEPGEGE |  | GDGEDVSSDS |  | APDSAPGPAP |
| KRPRGGGAGG |  | SSVGTGGGGT |  | GGVGGGAGSE |  | DSGDRGGTLG |  | GGTLGPPSPP |
| GAPSPPEPGG |  | EIELVFRPHP |  | LLVEKGEYCQ |  | TRYVKTTGNA |  | TVDHLSKYLA |
| LRIALERRQQ |  | QEAGEPGGPG |  | GGASDTGGPD |  | GCGGEGGGAG |  | GGDGPEEPAL |
| PSLEGVSEKQ |  | YTIYIAPGGG |  | AFTTLNGSLT |  | LELVNEKFWK |  | VSRPLELCYA |
| PTKDPK     |  |            |  |            |  |            |  |            |

A: Аланін

C: Цистеїн

D: Аспарагінова кислота

E: Глутамінова кислота

F: Фенілаланін

G: Гліцин

H: Гістидин

I: Ізолейцин

K: Лізин

L: Лейцин

M: Метіонін

N: Аспарагін

P: Пролін

Q: Глутамін

R: Аргінін

S: Серин

T: Треонін

V: Валін

W: Триптофан

Кодований геном білок за функціями належить до трансфераз, репресорів, регуляторів хроматину, фосфопротеїнів. 
Задіяний у таких біологічних процесах, як транскрипція, регуляція транскрипції, убіквітинування білків, альтернативний сплайсинг. 
Білок має сайт для зв'язування з іонами металів, іоном цинку. 
Локалізований у ядрі.